# Santi Bivona
Santi Bivona (Menfi, 18 dicembre 1853 – Menfi, 13 maggio 1932) è stato un medico, oculista e storico italiano.
Opera sua sono 28 memorie mediche pubblicate tra il 1885 e il 1927. Fece varie sperimentazioni mediche e pubblicò i risultati di delicati interventi definiti essenziali nell'ambito della medicina odierna. Si dilettò nello studio della storia del paese natìo, così scrisse opere come "Burgimilluso il castello di Menfi" o "Scritti storici su Menfi e il suo territorio".

## Biografia
Santi Bivona nacque a Menfi il 18 dicembre 1853 da Gaspare Bivona e Damiana Alcuri. Poco sappiamo della sua infanzia, fuorché il fatto che compì i primi studi privatamente con i sacerdoti Baldassare Bivona, Pietro Mistretta e Antonio Giglio. Proseguì gli studi superando con successo gli esami d'ammissione al Liceo Classico, così s'iscrisse al Liceo Classico Umberto I di Palermo. Tornò a casa dopo l'improvvisa morte del padre, interrompendo gli studi per sostenere la famiglia nel lavoro nei campi, per poi tornare al Liceo Umberto I e riprendere gli studi. Conclusi gli studi al liceo, si iscrisse all'Università di Palermo nella facoltà di medicina, per poi specializzarsi in oculistica presso l'Università di Bologna e completare la formazione presso l'Università della Sorbona, a Parigi. Una volta tornato a Menfi esercitò la professione di medico oculista, ma notò le precarie condizioni sanitarie del paese, così, una volta diventato sindaco di Menfi, decise di far realizzare una grande opera idrica che avrebbe portato l'acqua potabile nelle case dei menfitani, evitando così malattie causate dalle pessime condizioni igieniche precedenti, come tracoma e colera. Per i suoi studi venne riconosciuto come membro onorario dell'Accademia Scientifica di Pietroburgo. Nel 1925 egli prese parte ad un congresso di oftalmologia a Roma, dove palese i risultati degli studi effettuati circa la cura dell'ulcera carnale, mentre in occasione di altro congresso, nel novembre del 1927, fece conoscere gli esiti di un intervento chirurgico assai delicato riguardante la incrostazione di piombo alla cornea. Attraversò il periodo della dittatura di Mussolini come uomo libero che attraversa indenne le tensioni locali e le beghe del primo fascismo, dal quale ebbe ufficialmente considerazione e rispetto, nonostante egli non fosse vicino al regime, come noto ai compaesani. Quando il 13 maggio 1932 Santi Bivona morì fu organizzato un lutto cittadino, l'intero paese venne adornato in onore dei suoi funerali, a cui parteciparono le autorità, anche quelle di regime, tributandogli onori ufficiali. Oggi Menfi lo ricorda dedicandogli il nome di una strada, dell'Istituto Comprensivo del paese e della biblioteca comunale. Ricordiamo le sue numerose azioni nel paese a che molto amò, fondando ad esempio il Collegio di Maria che per anni educò le fanciulle menfitane all'istruzione e alle arti, nonché a badare al focolare domestico. Scrisse vari scritti sulla storia di Menfi, trattando temi come il Burgimilluso, Castello federiciano di Menfi; i villaggi Inico e Pintia; l'economia di Menfi; la toponomastica dell'area durante la dominazione araba. Ricordiamo tra i suoi scritti "Burgimilluso il Castello di Menfi" e la raccolta "Scritti storici su Menfi e il suo territorio". All'ingresso della scuola che prende il suo nome vi è una statua (un tempo situata dietro la Chiesa Madre di Menfi) che lo rappresenta, fatta realizzare dallo scultore De Lisi dal popolo di Menfi nel 1953 ad imperitura memoria dell'illustre compaesano. 